# En famille (roman)
Pour les articles homonymes, voir En famille.
En famille est un roman français d'Hector Malot publié à Paris, chez Ernest Flammarion, en 1893.

## Historique
Ce roman est initialement paru en feuilleton dans le Petit Journal du 13 aout 1893, au 11 octobre 1893, puis chez Flammarion en 1893. Il recut un excellent accueil critique, et 35 000 exemplaires s’en sont vendus entre 1894 et 1911.
Sollicité de toutes parts de donner un pendant à Sans famille, Malot a donné à son roman un titre qui fait écho à celui à son roman de 1878. Malot établit la continuité avec En famille en prolongeant et aboutissant la réflexion sociale amorcée dans Sans Famille. "Hector Malot donne à voir, dans ce roman, la grande industrie textile: les techniques de transformation du jute, l'organisation des sites de production, les tensions liées à la concurrence étrangère, aux rivalités familiales, à l'ambition du personnel de direction; il évoque les inégalités entre patrons et ouvriers, et fait valoir le paternalisme comme remède à ce que l'on appelle alors la question sociale." 
Si la réception a été enthousiaste à l’époque de la parution, la critique universitaire actuelle d’inspiration bourdieusienne a relevé, derrière le discours volontariste de Malot, et le message social optimiste, le discours sexiste du système de règles sociales exigeant passivité et silence chez les personnages féminins face à un comportement actif et éloquent chez les personnages masculins à l’œuvre dans le texte.
Le travail d’illustration des nombreuses vignettes dans le texte et hors texte gravées sur bois d’après les dessins d’Henri Lanos a également été salué, à sa sortie.

## Thématique
Dernier roman pour la jeunesse qu’il ait fait publier du vivant de Malot, En famille est le cinquantième ouvrage d’un auteur, qui a milité pour les droits des enfants naturels et dénoncé, dans son œuvre, les conditions de travail, particulièrement celles des enfants, ou l’inégalité devant la maladie. Dans la lignée des récits d’enfants à la recherche de leurs origines, ce roman familial et social se penche également sur la question sociale qui préoccupait beaucoup d’écrivains de l’époque.
Ce roman d’initiation narre le destin d’une jeune orpheline d’une douzaine d’années, Perrine, et retrace la vie et l’évolution d’un grand complexe industriel de la fin du XIXe siècle, calqué sur les usines Saint Frères à Flixecourt dans la Somme.

## Résumé
À la fin du XIXe siècle, la jeune Perrine a entamé, avec ses parents, un voyage de l’Inde vers la France pour tenter d’atteindre Maraucourt, où réside le riche grand-père Vulfran Paindavoine, qui a rompu toute relation avec son fils Edmond du jour où celui-ci a épousé la future mère de Perrine, l’Anglo-Indienne Marie Doressany.
Le roman commence avec l’arrivée, après la mort d’Edmond, de Marie et de Perrine à Paris, épuisées et sans argent. Très rapidement, Marie, exténuée par le voyage, est à l’article de la mort. Avant de mourir, elle révèle à Perrine que le vieux Vulfran aurait certainement recueilli son fils Edmond, mais qu’il aurait sans doute rejeté sa belle-fille et sa petite-fille car le vieil homme, qui a toujours été contre le mariage de ses parents, a toujours refusé d’avoir des relations avec la jeune Perrine.
À la mort de sa mère, Perrine restée seule et sans argent, réussit à se rendre à pied à Maraucourt où son grand-père, le vieux Vulfran, riche industriel du textile, bourru et inflexible avec les humbles, continue à diriger son empire industriel, sans cesser d’attendre le retour de son fils bienaimé Edmond. Craignant d’être rejetée, Perrine ne s’identifie pas et commence à travailler, sous le faux nom d’Aurélie, comme ouvrière dans l’usine de son grand-père.
Malgré l’état d’extrême indigence auquel la réduit le maigre salaire qu’elle perçoit, la détermination, l’esprit d’initiative et la loyauté de la jeune fille la font vite remarquer par le vieux Vulfran qui, devenu aveugle à la suite d’une cataracte, la promeut au rang de première interprète et traductrice de l’anglais, langue que lui a apprise sa mère, sans soupçonner qu’il s’agit de sa petite-fille. Celle-ci deviendra bientôt sa secrétaire personnelle.
Entretemps, le vieux Vulfran, qui poursuit ses recherches afin de retrouver son fils, finit par découvrir que son cher Edmond est mort, et tombe dans une grande dépression. Dans ces tristes moments, Perrine reste à ses côtés, en l’aidant à se remettre du terrible coup qu’il a reçu. Peu à peu, la jeune fille va conquérir l’affection de son grand-père, qui commence à soupçonner sa véritable identité. Après quelques investigations menées en secret, le grand-père découvre que la jeune fille qui l’a aidé dans ses moments de détresse et qu’il connait sous le nom d’« Aurélie » n’est autre que sa petite-fille, et finira par l’accueillir avec joie dans la famille. Par la suite, quand le grand-père aura retrouvé la vue après une opération de sa cataracte, il reconnaitra les traits de son fils perdu dans le visage de Perrine.

## Prix et distinctions
- En famille a reçu le prix Montyon de l’Académie française, en 1894[17].

## Adaptations
En famille a été adapté en série d’animation japonaise dans le cadre du World Masterpiece Theater, sous le nom de Perrine monogatari.

## Galerie

Illustrations d’Henri Lanos
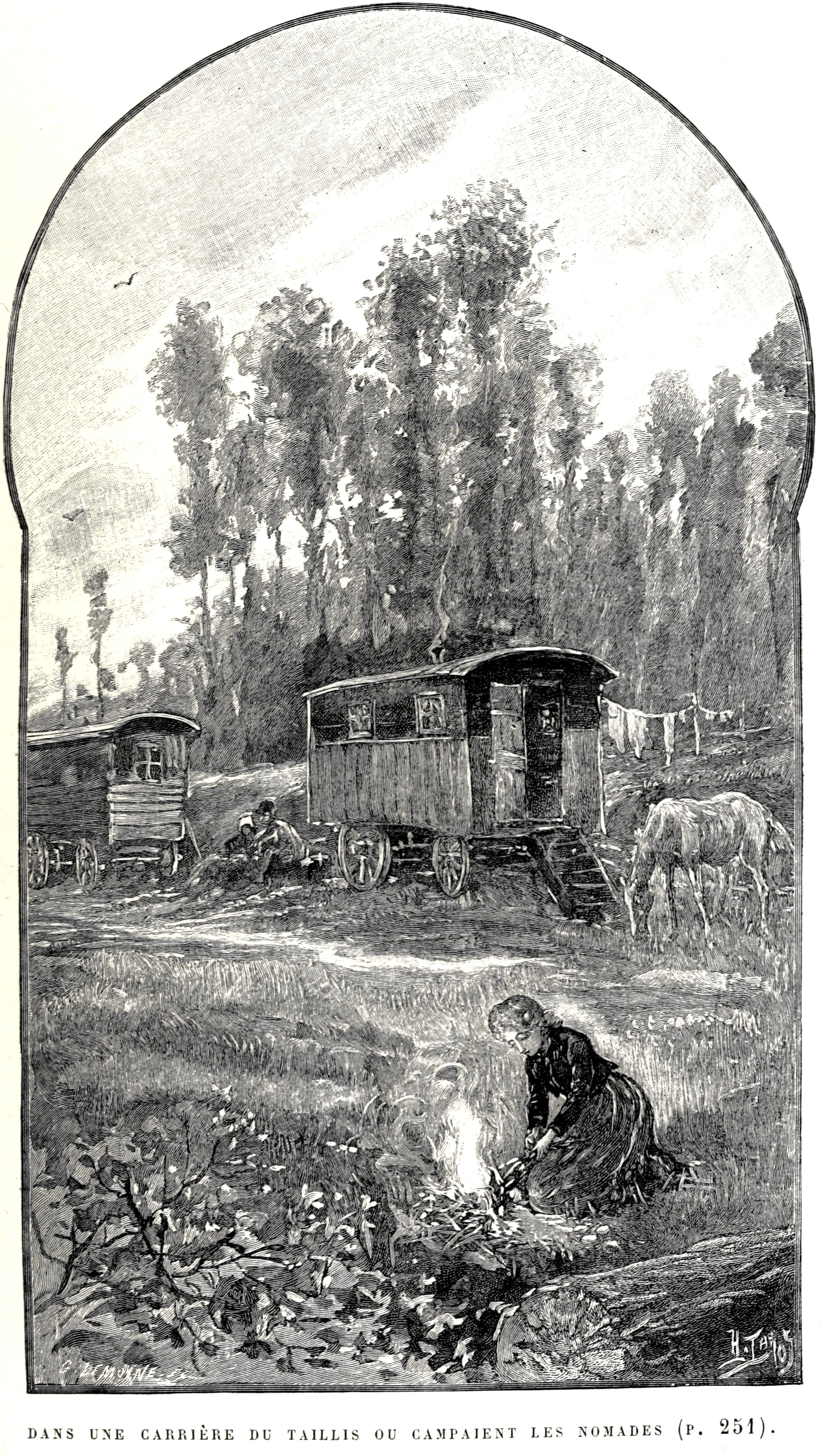
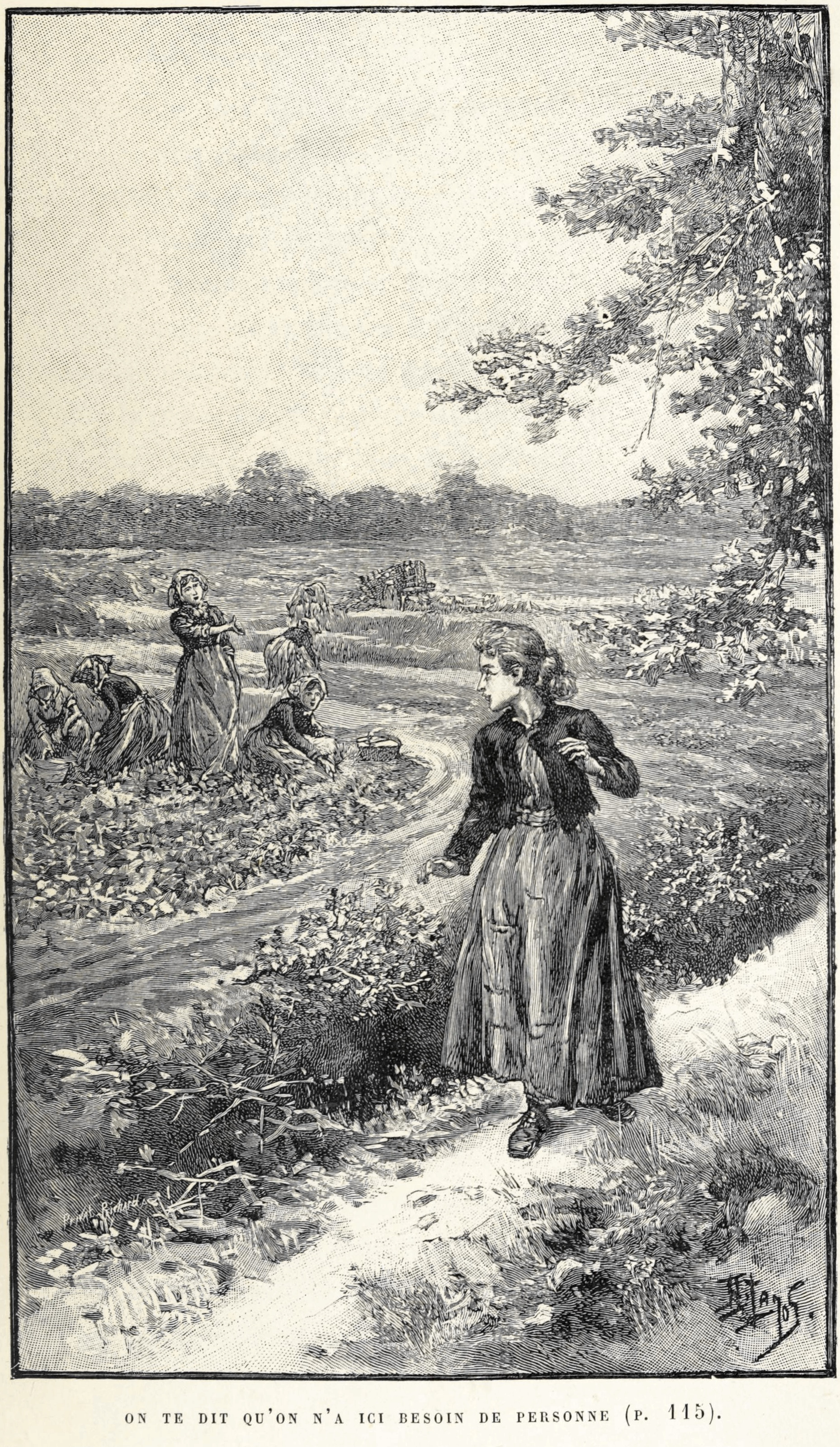
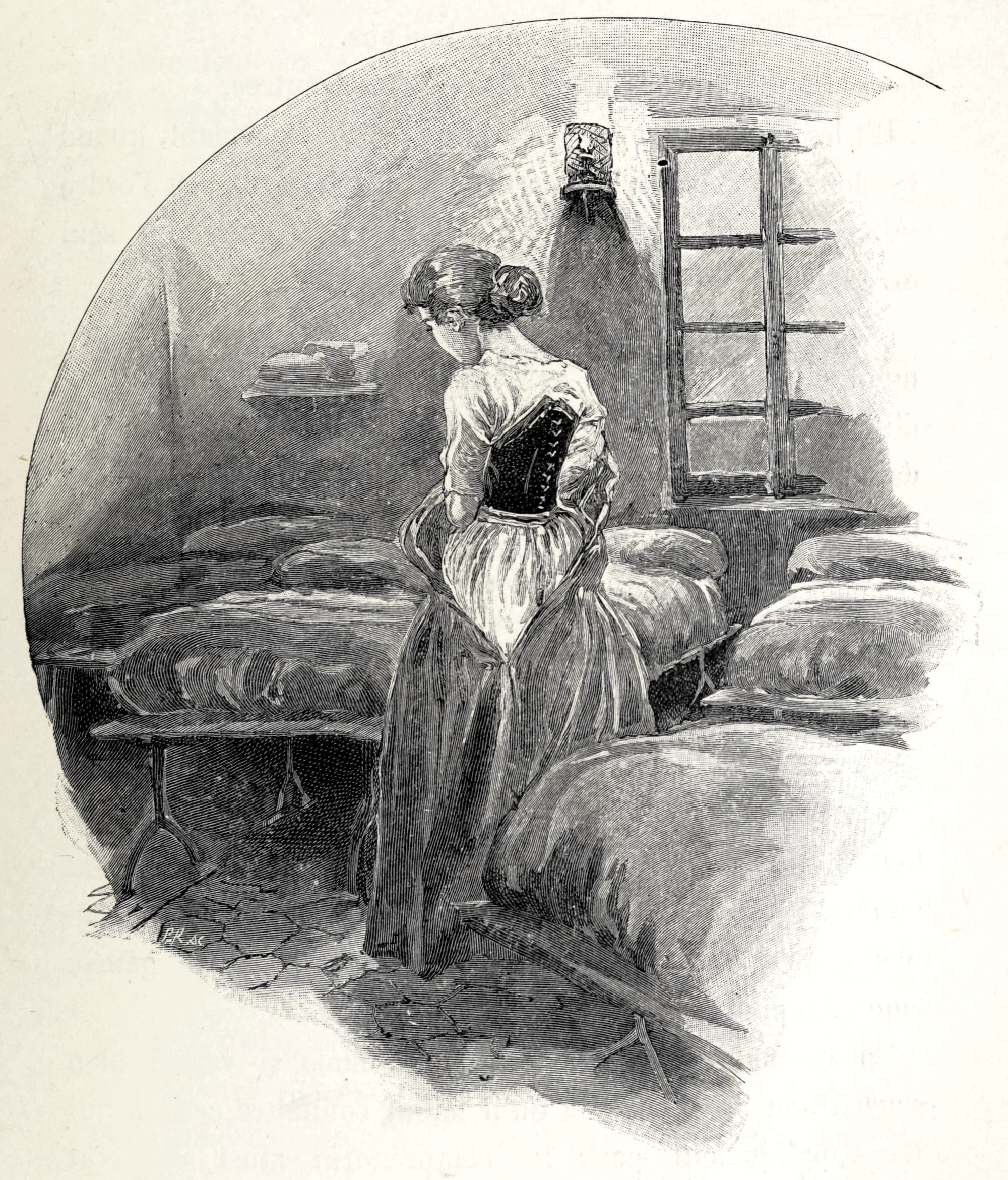
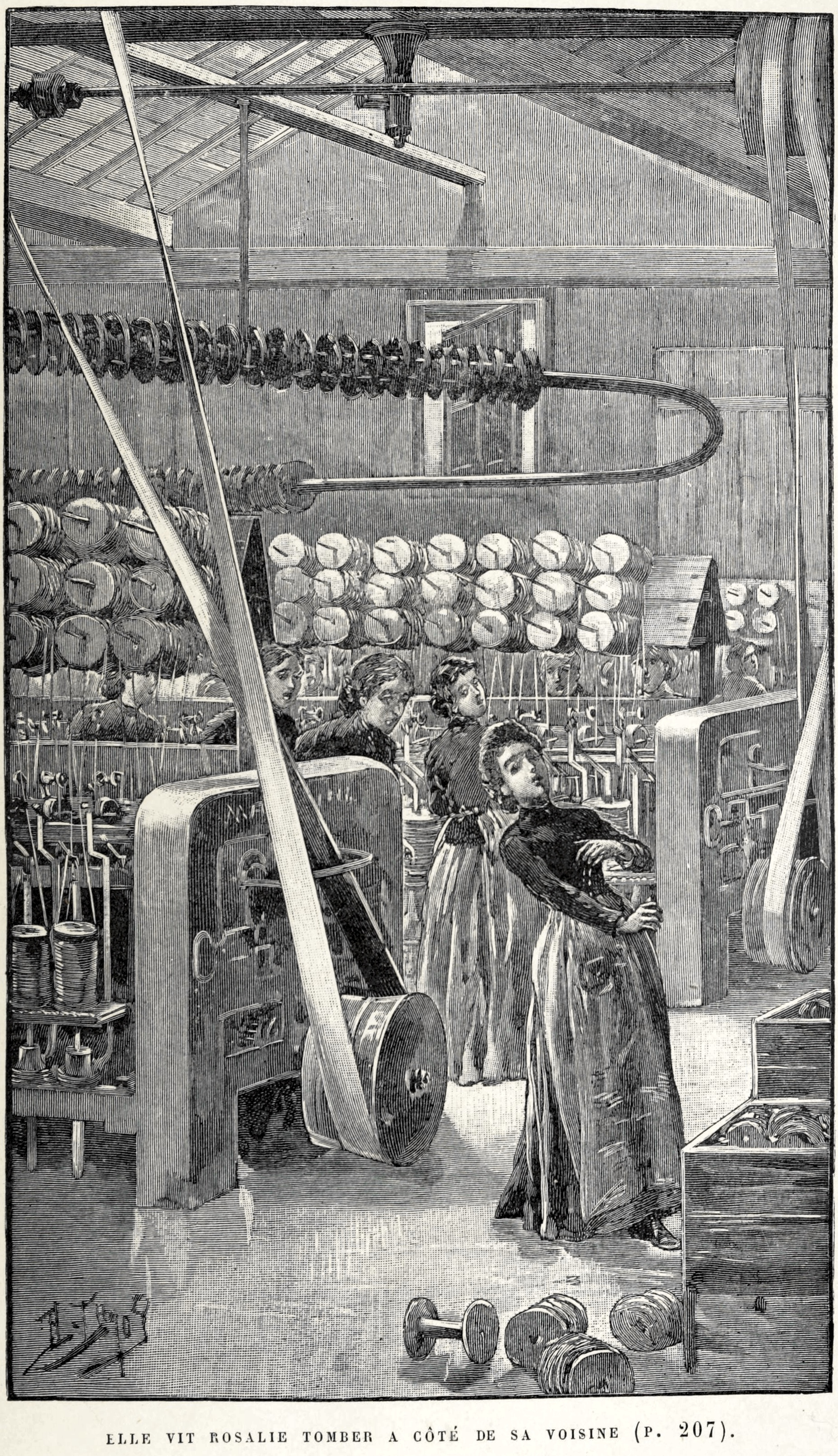
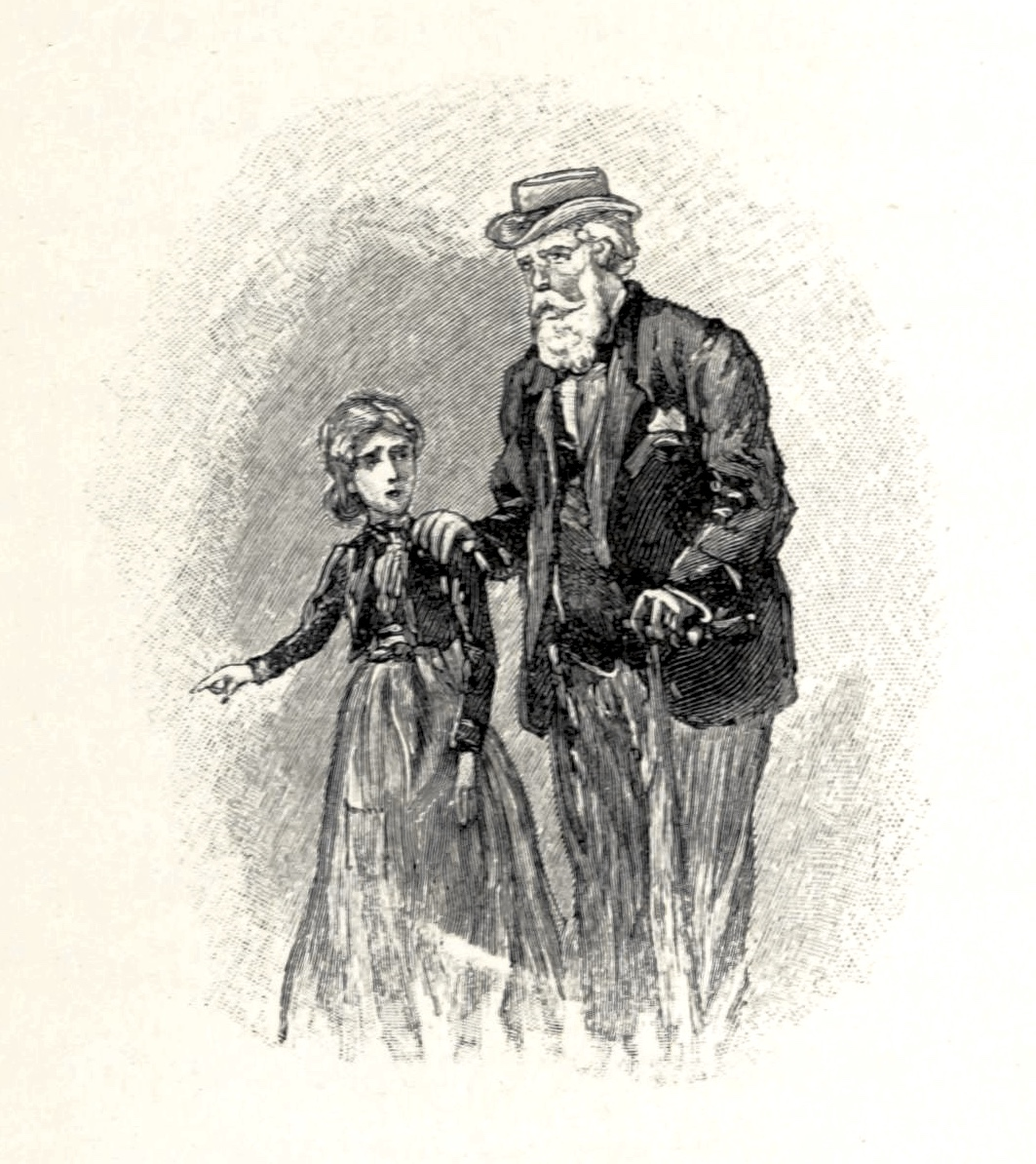
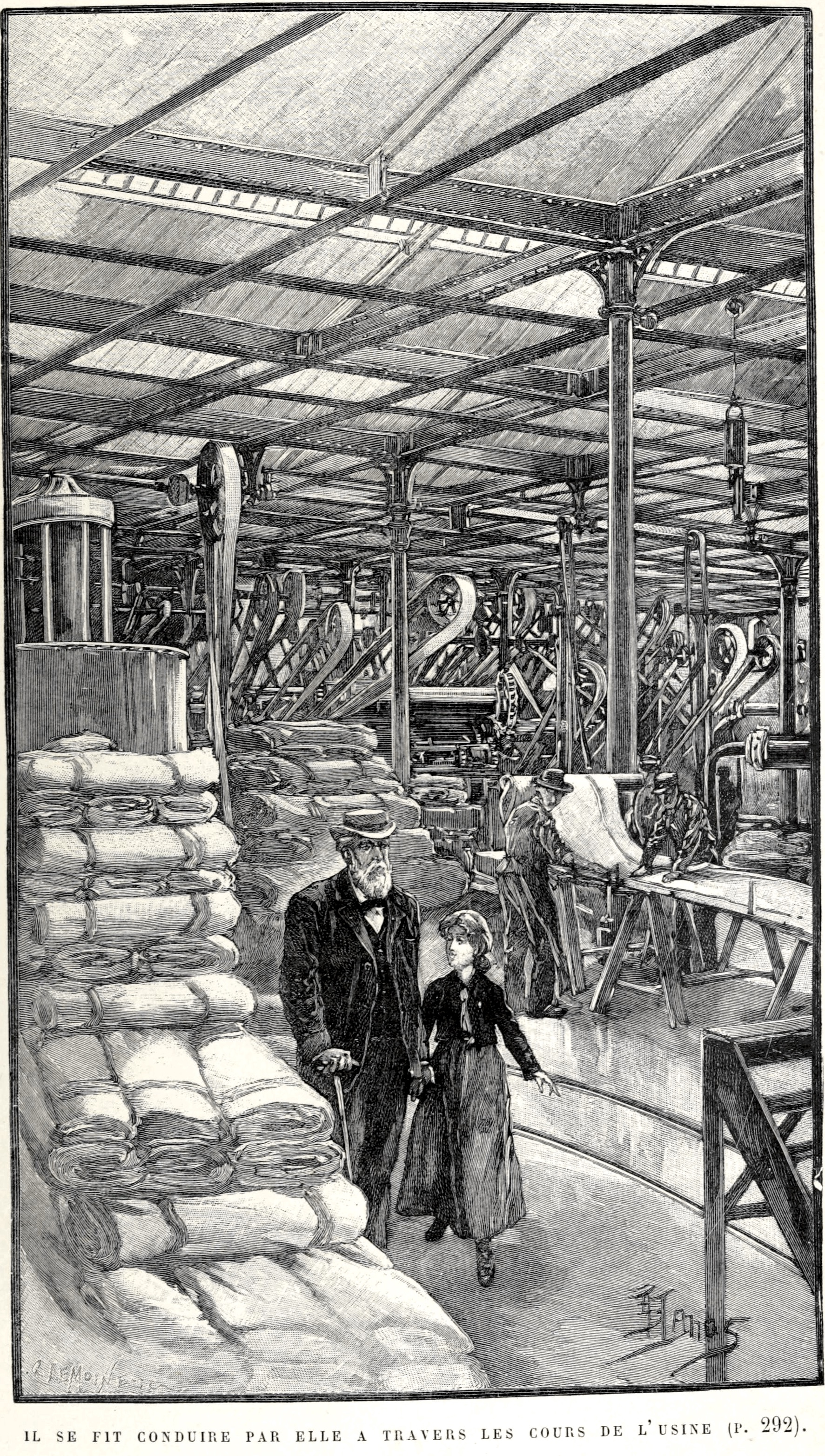
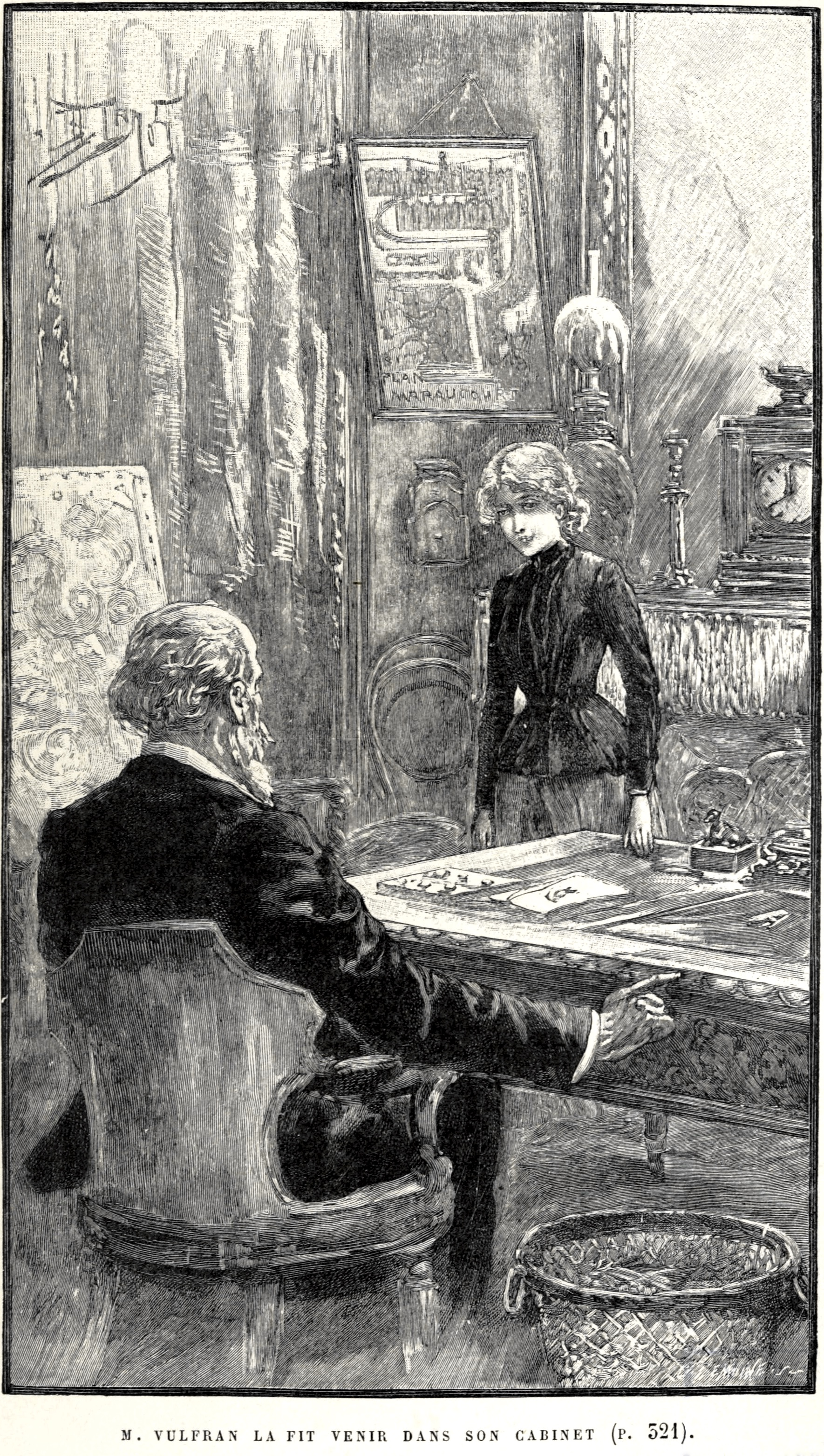
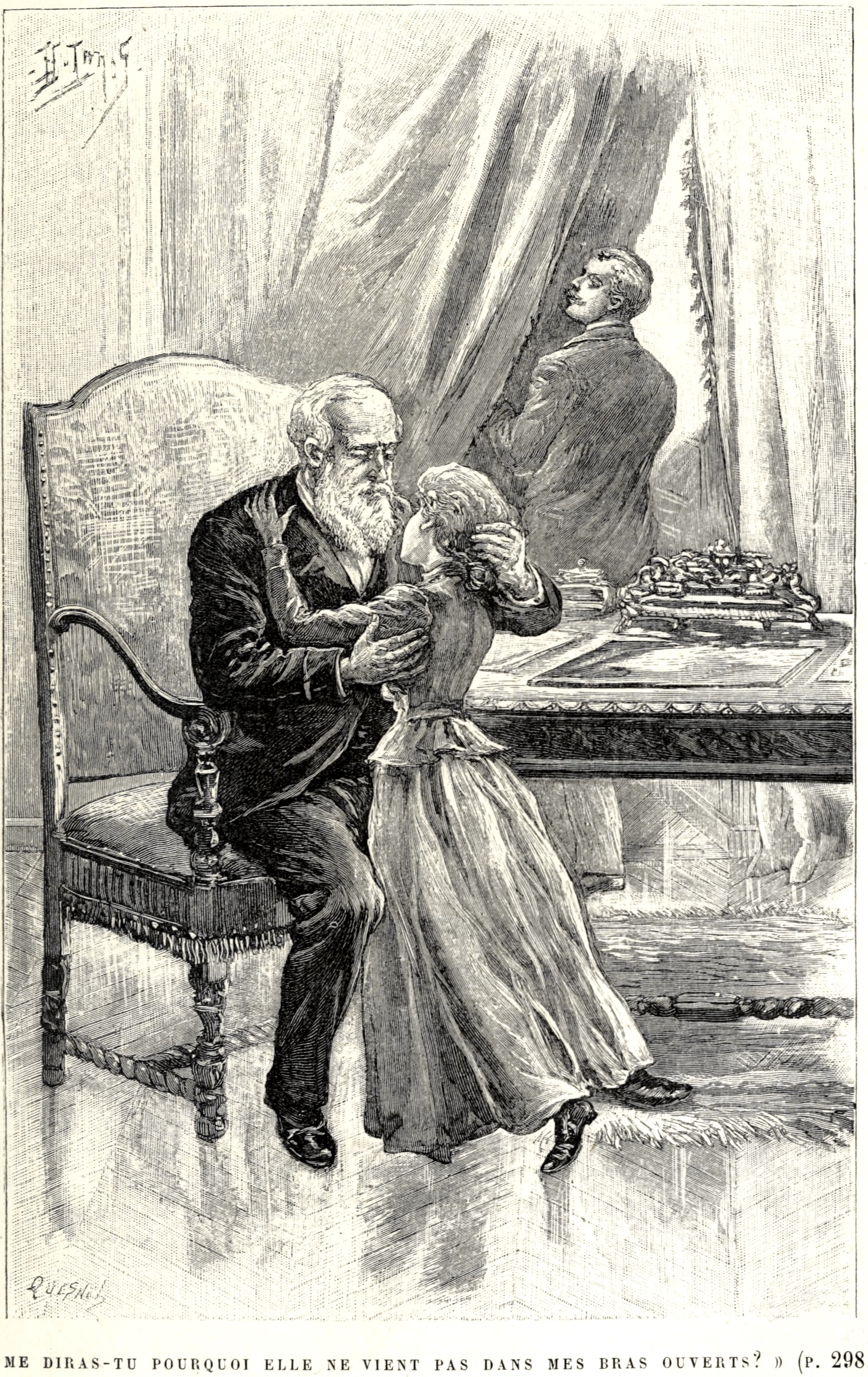